# Trușeni
Trușeni es una comuna de la República de Moldavia ubicada en el Sectorul Buiucani de la capital Chisináu.
En 2004 tiene 7952 habitantes, casi todos étnicamente moldavos-rumanos. De los 7952 habitantes, 7546 viven en el pueblo de Trușeni y 406 en la pedanía de Dumbrava.
Se sitúa en la periferia noroccidental de Chisináu, junto al lado Ghidighici.